# Petre Condrat
Petre Condrat (6 de junio de 1981) es un deportista rumano que compitió en piragüismo en la modalidad de aguas tranquilas. Ganó 5 medallas en el Campeonato Mundial de Piragüismo entre los años 2002 y 2015, y 5 medallas en el Campeonato Europeo de Piragüismo entre los años 2004 y 2016.

## Palmarés internacional
| Campeonato Mundial | Campeonato Mundial           | Campeonato Mundial | Campeonato Mundial |
| Año                | Lugar                        | Medalla            | Competición        |
| ------------------ | ---------------------------- | ------------------ | ------------------ |
| 2002               | Sevilla (España)             | Medalla de bronce  | C4 200 m           |
| 2003               | Gainesville (Estados Unidos) | 01 ! [ n 1 ]       | C4 500 m           |
| 2003               | Gainesville (Estados Unidos) | 03 ! [ n 2 ]       | C4 200 m           |
| 2005               | Zagreb (Croacia)             | Medalla de plata   | C4 1000 m          |
| 2015               | Milán (Italia)               | Medalla de oro     | C4 1000 m          |
| Campeonato Europeo |                              |                    |                    |
| Año                | Lugar                        | Medalla            | Competición        |
| 2004               | Poznań (Polonia)             | Medalla de oro     | C4 500 m           |
| 2004               | Poznań (Polonia)             | Medalla de plata   | C4 1000 m          |
| 2005               | Poznań (Polonia)             | Medalla de bronce  | C4 1000 m          |
| 2015               | Račice (República Checa)     | Medalla de plata   | C4 1000 m          |
| 2016               | Moscú (Rusia)                | Medalla de bronce  | C4 1000 m          |

1. ↑  En esta prueba el equipo ruso, ganador de la medalla de oro, fue descalificado al dar positivo por dopaje el piragüista Serguei Uleguin, por lo que al equipo rumano le fue cambiada la medalla de plata por la de oro.
2. ↑  En esta prueba el equipo ruso, ganador de la medalla de oro, fue descalificado al dar positivo por dopaje el piragüista Serguei Uleguin, por lo que al equipo rumano le fue cambiado el cuarto lugar por el tercero, es decir, la medalla de bronce.